# نوروفیدبک ILF
نوروفیدبک ILF (به انگلیسی: ILF neurofeedback) در اصل، نوعی بیوفیدبک است که مخفف شده عبارت Infra-Low frequency و به معنی فرکانس بسیار پایین (پایین‌تر از ۰. ۱ میلی هرتز) است. روش ILF neurofeedback که اغلب به عنوان روش Othmer نامیده می‌شود، از اهمیت فوق‌العاده‌ای برخوردار است زیرا توسعه آن توسط دانشمندان Siegfried Othmer و Susan Othmer آغاز شده و برای دهه‌ها در حال توسعه مداوم بوده است. این روش در حال حاضر جدیدترین و مؤثرترین روش نوروفیدبک در جهان شناخته شده است.

## تعریف
نوروفیدبک یک روش نوروتراپی است که با اعمال بازخورد یا فیدبک صوتی، تصویری و لمسی بر اساس سیگنال‌های قشر مغز، به بهبود اختلالات روانی کمک می‌کند. این فیدبک‌ها از طریق یک سیستم کامپیوتری در قالب انیمیشن به فرد نمایش داده می‌شود.
منشأ روش نوروفیدبک ILF از نوروفیدبک کلاسیک SMR بتا است و در واقع یک روش مبتنی بر علائم (Symptom based) است که سه پروتکل زیر را به صورت همزمان و بهینه اجرا می‌کند:
۱- پروتکل باندهای فرکانسی (Bands Frequency): در ۸ تا ۱۰ باند فرکانسی سیگنال EEG به صورت همزمان دریافت و بررسی می‌شود.
۲- پروتکل پتانسیل قشر آهسته (Slow Cortical Potential): ثبت سیگنال برای فرکانس‌های زیر ۰. ۱ میلی هرتز
۳- پروتکل دوقطبی (Connectivity Neurofeedback): بر اساس شباهت و همزمانی دو سیگنال در دو ناحیه از مغز، فیدبک اعمال می‌کند.

## تاریخچه
نوروفیدبک از زمان کشف آن در دهه ۱۹۶۰، با اشکال جدیدی کاربرد داشت. هر کسی که در مورد نوروفیدبک بحث می‌کند باید مشخص کند که به کدام روش اشاره می‌کند. در حال حاضر روش‌های مختلفی در حال استفاده هستند که همگی از یک ریشه تکامل یافته‌اند، اما در جهت‌های کاملاً متفاوتی توسعه یافته‌اند.
اولین نتایج موفقیت‌آمیز از اثربخشی نوروفیدبک توسط بری استرمن در سال ۱۹۷۲ مشاهده شد (درمان موفقیت‌آمیز صرع در گربه با استفاده از نوروفیدبک).
پس از ۱۳ سال، Sue و Siegfried Othmer، اولین معاینه بالینی و علمی از پروتکل SMR –Beta که توسط بری استرمن معرفی شده بود را به‌منظور درمان فرزند خود که دچار صرع بود، استفاده کردند. زمانی که اثر بخشی این روش را مشاهده کردند تصمیم به گسترش آن گرفتند و پس از مدتی در سال ۱۹۸۵ اولین نوروفیدبک بر پایه کامپیوتر توسط پروفسور اوتمر ابداع شد.

## سیر تکاملی روش Othmer
در دهه ۱۹۹۰، در حوزه اثربخشی نوروفیدبک، اقدامات مهمی صورت گرفت. در این مدت، اولین بررسی‌ها در راستای قرارگیری الکترود در موقعیت‌های مختلف مغزی و همچنین تمرکز بر نوروفیدبک دوقطبی صورت گرفت.
از طرفی، پروتکل‌های آلفا-تتا، به‌ویژه در درمان تروما و PTSD توسعه یافت. به‌طور کلی تا پایان دهه ۱۹۹۰ هدف اصلی، افزایش فردی شدن فرکانس‌های تمرین و توسعه سیستماتیک پروتکل‌های درمانی بود که این امر به سرعت منجر به اثربخشی بیشتر نوروفیدبک و گسترش طیف بالینی کاربرد آن شد.
بدین صورت موسسه‌ای توسط اوتمر تأسیس شد، به نام EEGInfo، که با گذشت سال‌ها نه تنها به‌طور قابل توجهی در تحقیق و توسعه پروتکل‌های نوروفیدبک نقش اصلی را داشته، بلکه به مطالعه موارد دیگری نیز پرداخته‌اند.
حاصل این همکاری، دستاوردهای تحقیقاتی و کلینیکی بسیاری در زمینه نوروفیدبک باندهای فرکانسی (کلاسیک) مانند SMR-Beta، پروتکل پتانسیل قشر آهسته یا Slow Cortical Potential (SCP) و رویکردهای نوین مبتنی بر علائم بر پایه SCP است، که به‌عنوان “ILF training" شناخته می‌شود.
این رویکرد تجربی، که طی ۲۰ سال اخیر با تکنولوژی پیشرفته آلمانی-سوئیسی پشتیبانی می‌شود، کیفیت بالای سیستم و اثربخشی روش را نشان می‌دهد. دقیقاً به همین دلیل است که این روش مدرن در کاردرمانی، روان‌پزشکی و کلینیک‌ها به‌طور فزاینده‌ای مورد استفاده قرار گرفته است.

## نوروفیدبک ILF چگونه کار می‌کند؟
نوروفیدبک ILF مانند آینه‌ای برای مغز عمل می‌کند. مغز دائماً به دنبال دیدن تأثیر خود بر محیط است. زمانی که تغیرات خود را مشاهده کند می‌پرسد: آیا من باعث این تغییرات هستم؟
در واقع خود-تصحیحی مغز از طریق خود-ادراکی نشات می‌گیرد. سیگنال‌های فیدبک مانند آینه فعالیت مغز را منعکس می‌کنند.
موقعیت‌های الکترود و پارامترهای بازخورد می‌توانند محدوده فعالیت عصبی را که از طریق ویژگی‌های بینایی، شنوایی و لمسی به مغز ارائه می‌شود، تنظیم کنند.
مغز دائماً در تلاش است تا سیگنال‌های مشاهده شده را با فعالیت‌های خود تطبیق دهد و تأثیر خود را بر آن‌ها شناسایی کند. به عنوان مثال رقصندگانی که از دیوارهای آینه‌ای در هنگام تمرینات خود استفاده می‌کنند.
در نتیجه مغز با روش یادگیری و شرطی‌سازی، مهارت‌های خود تنظیمی خود را بهبود می‌بخشد. نیازی نیست به مغز گفته شود که چه کاری انجام دهد بلکه به‌طور طبیعی عملکرد خود را بر اساس بازخورد فعالیت خود در زمان واقعی بهبود می‌بخشد.

## کاربرد درمانی
نوروفیدبک به عنوان یک روش کمک درمانی در کنار سایر درمان‌ها به صورت غیرتهاجمی به بهبود انواع اختلالات کمک می‌کند. بهبود به معنای کاهش علائم یک اختلال یا کاهش میزان آزاردهندگی آن‌هاست که توسط دستگاه نوروفیدبک ILF در طی حداقل بیست جلسه بیست دقیقه‌ای انجام می‌شود.
تحقیقات و مشاهدات گسترده بالینی اثبات می‌کند، اعمال فیدبک بر اساس سیگنال‌های فرکانس‌های بسیار پایین، باعث تغییر در سطح برانگیختگی (Arousal) در مغز شده و روند آموزش با نوروفیدبک را تسریع و میزان بهبودی را به صورت چشمگیری افزایش می‌دهد و همچنین می‌تواند بر طیف گسترده‌تری از اختلالات تأثیر بگذارد. همچنین مقالات متعددی در این زمینه منتشر شده است.
در نتیجه نوروفیدبک ILF برای درمان موارد زیر بسیار نتیجه بخش بوده:
- اختلالات اضطراب و افسردگی
- اختلال دوقطبی
- اختلال خواب
- اختلال PTSD
- خودکشی
- آسیب مغزی تروماتیک (TBI)
- اختلالات طیف اوتیسم (ADHD)
- میگرن
- پنیک

## تأییدیه‌های روش نوروفیدبک ILF
در ایالات متحده آمریکا روش ILF تأیید سازمان غذا و دارو آمریکا (FDA) را دریافت کرده است. در اروپا، نوروفیدبک ILF برای استفاده توسط روانپزشکان و کاردرمانگران علاوه بر روانشناسان تأیید شده است.
همچنین نوروفیدبک ILF تاییدیه از وزارت بهداشت ایران نیز دریافت کرده است.